# Особисте життя директора
«Особисте життя директора» (рос. «Личная жизнь директора») — радянський двосерійний художній фільм 1981 року, виробнича драма за мотивами однойменного роману Валерія Гейдека. Поставлено режисером Володимиром Шределем на кіностудії «Ленфільм». Телевізійна прем'єра фільму в СРСР відбулася 17 квітня 1982 року.

## Сюжет
Директор великого целюлозно-паперового комбінату в Карелії Ігор Сергійович Новіков (Валерій Прийомихов) для освоєння нового проекту очисних споруд, після болісних роздумів, приймає нелегке для себе рішення — зупиняє виробництво і припиняє скидання хімічних відходів в річку. Назріває моторошний конфлікт в міністерстві. Але Новиков спокійний: на його боці телебачення, преса, партійні органи і кохана жінка — автор проекту очисних споруд Ірина Румянцева… Деякі стануть його союзниками, деякі виступлять проти подібного рішення. Новиков «горить» на роботі, і улюблена жінка виставляє претензії, що він, через свою постійну зайнятість, відстає від неї в культурному розвитку, в стосунках назріває криза… Фільм розповідає про людину, яка вважає, що вона відповідальна за все, що робить на цій землі. Про її проблеми й радості, про те, чим вона живе і на що сподівається. Головна тема фільму — захист навколишнього середовища. І роль людини, її громадянська позиція.

## У ролях
- Валерій Прийомихов —  Ігор Сергійович Новіков
- Валентина Паніна —  Ірина Анатоліївна Румянцева, експерт з охорони природи
- Валентин Смирнитський —  Вадим Черепанов
- Олексій Герман —  Костянтин Мустафіді  (роль озвучив  — Ігор Єфімов)
- Володимир Кузєнков —  В'ячеслав Котельников
- Наталя Фатєєва —  Люся, колишня дружина Ігоря
- Роман Громадський —  Андрій Колобаєв, секретар міськкому партії
- Віктор Костецький —  Олексій Єрмолаєв, парторг
- Валентин Жиляєв —  Барвінський
- Володимир Зумакалов —  Чантурія
- Юрій Башков —  Кандиба
- Олег Бєлов —  Амбаров
- Віктор Перевалов —  Саша, водій Новікова
- Григорій Аронов — епізод
- Борис Аракелов —  Сергій Володимирович Трепачов
- В'ячеслав Васильєв —  відвідувач ресторану
- Володимир Герасимов —  майстер по оббивці дверей
- Андрій Калашников —  майстер по оббивці дверей
- Надія Карпеченко — епізод
- Павло Махотін —  Володін, організатор міжнародних виставок
- Наташа Нікітіна —  Маріша, дочка Ірини
- Маргарита Проніна — епізод
- Юрій Прокоф'єв —  Сергій Іванович
- Віктор Семеновський —  Туманов
- Жанна Сухопольська — епізод
- Георгій Тейх —  сусід Ірини
- Олександр Чечулін — епізод
- Марина Юрасова —  Марія Андріївна, секретарка
- Микола Бріллінг —  Тоойва Карлович Лукооня, директор рибколгоспу
- В'ячеслав Васильєв —  відвідувач ресторану
- Олексій Жарков —  Гена Авдєєв, працівник комбінату  (озвучив Валерій Захар'єв)
- Ірена Кряузайте —  пасажирка літака
- Микола Кузьмін —  Авдєєв, батько Гени
- Олег Лєтніков —  фотограф Васильєв
- Валерій Миронов —  зустрічаючий Котельникова в Ленінграді
- Казімірас Прейкштас —  Казимир Вікентійович, сусід Новікова
- Сергій Присєлков —  Юхан, працівник риболовецького колгоспу
- Олег Хроменков —  Іван Іванович, начальник відділу постачання комбінату

## Знімальна група
- Автори сценарію —  Валентин Михайлов,  Ігор Шевцов
- Режисер-постановник —  Володимир Шредель
- Оператор-постановник —  Олександр Чечулін
- Художник-постановник —  Олексій Рудяков
- Композитор —  Альберт Преслєнєв
- Звукооператор —  Євген Нестеров
- Диригент —  Станіслав Горковенко
- Монтаж —  Анастасії Бабушкіна
- Редактор —  Костянтин Палечек
- Директор картини —  Юрій Джорогов